# Guvernator de Hakkâri
Guvernatorul de Hakkâri (în turcă Hakkâri Valiliği) este o funcție civilă din Turcia atribuită responsabilului afacerilor de stat ale guvernului în Provincia Hakkâri.